# Kizuna
Кидзуна (яп. 絆 KIZUNA～恋のから騒ぎ～ Кидзуна Кои но Кара Саваги, Kizuna: Bonds of Love) — аниме и манга в жанре яой, история о любви и взаимоотношениях двух юношей. Автор манги — Кадзума Кодака. Манга состоит из 11 томов, намечается продолжение. Также снято 3 OVA, охватывающие 1 — 3 тома манги.

## Сюжет
Главными героями аниме и манги являются Кэй Эндзёдзи и Раммару Самэдзима, которые познакомились ещё в начальной школе и первое, что они сделали — поссорились. Так и длилось некоторое время, пока Кэй Эндзёдзи не узнал, что его новый знакомый (невероятно красивый, но очень угрюмый и нелюдимый парень) — это чемпион Японии среди младших классов по кендо. Это открытие заставило Кэя пересмотреть свой взгляд на Раммару, и с тех пор он начал оказывать Самэдзиме повышенное внимание. Раммару сначала не радовала подобная активность приятеля, но привыкший к одиночеству парень быстро сдался, заметив заботу и ласку Кэя.

## Персонажи
Кэй Эндзёдзи (яп. 円城寺 圭 Эндзё:дзи Кэй) — (сэмэ) сын женщины из низших слоев и главы клана якудза. Воспитывался матерью-одиночкой, но это не помешало ему вырасти в добродушного, весёлого и на первый взгляд беспечного юношу. Однако события показывают, что под внешней поверхностностью скрывается человек, умеющий брать на себя ответственность, принимать решения и реализовывать их. Слабостями Кэя являются Раммару Самэдзима и алкоголь. Обожает компьютерные игры и легко относится к жизни. Быстро заводит друзей и становится душой любой компании. Но при этом умеет быть серьёзным и готов отказаться от всего ради любимого человека.
Раммару Самэдзима (яп. 鮫島 蘭丸 Самэдзима Раммару) — (укэ) воспитывался дедом в спартанском стиле. С детства привык быть один, привык бороться, привык побеждать. Чужое внимание считает навязчивостью. Однако, позволив себе одну-единственную слабость, становится рабом собственных чувств. Он из тех, кто растворяется в чувстве и, хотя внешне он не умеет показать своей любви, она проявляется в его поступках. Ради возлюбленного готов пожертвовать своей жизнью, что неоднократно доказывает. Смыслом его жизни является кендо. Силен и физически, и духом. Единственный, перед кем не может устоять Кэй Эндзёдзи.
Кай Сагано (яп. 佐賀野 佳 Сагано Кай) — сводный брат Кэя по отцу. Избалованный, но в целом не плохой мальчик, живущий с отцом в Осаке. Отец не обращает на него внимания и поэтому его воспитанием занимается помощник отца Маса. Рано лишившись матери и виня в её смерти Кэя и его мать, взрастил в душе ненависть к брату. Но после знакомства с ним это чувство неприязни живёт в нём скорее в силу привычки, чем от собственно неприязни. Он не задумываясь, спешит спасти брата из рук бандитов и даже навещает его в больнице. Сердце Кая, вначале увлечённое Раммару, вскоре находит свою истинную любовь в лице Масы.
Масанори Араки — помощник главы клана якудза и воспитатель Кая. Некогда влюбленный в мать Кая, он все своё чувство перенес на мальчика. Собирается стать во главу клана и поэтому очень занят делами своей преступной организации.
Такаси Сагано — отец Кэя и Кая, глава клана. Не ладит с Каем и переживает, что их отношения со старшим сыном весьма холодны. Несмотря на это, всегда по-своему заботится о нём.
Кёсукэ Имагава — помощник Масы. Участвует во всех операциях вместе с Араки. Всегда заботится о Кае. Из-за основательности и дотошности своего характера часто не находит общего языка с окружающими.
Рой Карстен Тасиро — наемный убийца, нанятый Масой для охраны Кая. Молод, красив, любит перекрашивать волосы в разные цвета. Во время последней «операции» встречается со своим первым мужчиной и единственной любовью, которого не видел уже много лет.
Джек Ниисон Барнбау — Джей Би наемный убийца, нанятый конкурентами Такаси Сагано. В недалёком прошлом именно он научил Тасиро всем основам мастерства убийцы. Спустя годы, он предложил Тасиро быть вместе.
Юки — сестра Раммару, которая была единственным близким человеком ему в течение долгих лет. Именно поэтому его чувства к ней не вполне адекватны. Замужем, имеет сына.
Руми — подруга Кая со школьной скамьи. Впоследствии невеста Кёсукэ.

## Содержание манги
Первый поцелуй, хитростью вырванный Кэем у Раммару, стал единственным в течение следующих двух лет, когда юноши учились в разных классах. История их отношений прервалась, так как Эндзёдзи осознал своё чувство и, не желая травмировать Раммару, предпочитал избегать его. Спустя два года им довелось попасть в один учебный класс, и тут уже они не могли не столкнуться. Раммару пригласил Эндзёдзи в дохо (зал для тренировок) и потребовал объяснений его холодности. Кэй не мог вытерпеть того, что в их разрыве Раммару винит себя и признался в своих истинных чувствах. Однако признание это было не только вербальным, но и физическим. Кэй добился у удивленного Раммару близости, а после, испугавшись того, что наделал, попросил прощения и в собственную защиту сказал — «я люблю тебя». Этого оказалось достаточно, чтобы Раммару принял его любовь и даже ответил на неё взаимностью. Вскоре после этого из предсмертной записки матери Эндзёдзи узнал, что его отцом является глава клана якудза в Осаке Такаси Сагано. Не желая иметь ничего общего с якудза, Эндзёдзи не связался с отцом, но якудза сама нашла Кэя. За день до провинциального турнира по кендо, на котором должен был участвовать Раммару, на Кэя наехала неизвестная машина. Раммару успел оттолкнуть друга, но сам сильно пострадал. В больнице выяснилось, что основной ущерб пришёлся на позвоночник и Раммару больше никогда не сможет ходить. О кендо ему придётся забыть. В такой сложный для них обоих момент Эндзёдзи принял решение не покидать друга и посвятить ему всю свою жизнь. Он предложил Раммару жить вместе и смог его уговорить. Понимая, как от много отказывается Эндзёдзи ради него и как много сил прилагает, чтобы сохранить их отношения, Раммару решил сделать все возможное, чтобы не стать обузой для возлюбленного. В результате упорных тренировок ему удаётся начать ходить на собственных ногах.
Кэй и Раммару учатся в одном университете и живут семейной парой, когда в истории появляется третье действующее лицо. Младший брат Эндзёдзи по отцу Кай Сагано с детства был фанатом Раммару, из-за него начал заниматься кендо и мечтал сразиться с ним на турнире. Став студентом того же университета, что и Раммару, он решил добиться взаимности своего кумира. Кэй приходил от него в бешенство, а Раммару принимал его внимание с почтительным безразличием. Красивый и соблазнительный Раммару Самэдзима был мечтой многих и перед ним не устоял даже профессор, у которого Раммару работал ассистентом. Пригласив Раммару в клуб (впоследствии оказавшийся гей-клубом), профессор подсыпал ему афродизиак и пытался взять его силой. Однако сложилось так, что в этом клубе официантом подрабатывал Кай, он-то и спас Самэдзиму от рук похотливого профессора. Взамен на своё благородство Кай, воспользовавшись беззащитностью Раммару, провел с ним ночь, а наутро сообщил об этом Кею. Кэй был готов убить Кая, но посчитал, что его вина тоже присутствует, так как он работал по ночам и часто оставлял Раммару одного, и решил разобраться с неудавшимся насильником. После этого, выяснив отношения с раскаявшимся и винишвшим себя в измене Раммару, они в очередной раз признались друг другу в вечной любви и забыли об этом. Кай, в свою очередь, поняв, что Раммару навсегда связан чувством с Эндзёдзи, решил вернуться домой вместе с Масой (Масанори Араки) — помощником отца, который с детства заботился о нём.
Следующим тяжёлым моментом в жизни влюбленный пары стала ссора на почве ревности. Обнаружив на груди у абсолютно пьяного Эндзёдзи след губной помады, Раммару ушёл из дома и долго бродил по улицам, думая, что же ему делать, если Кэй уйдёт от него. Случайно встреченная им на улице девушка приглашает его в отель, где должна встретиться со своим знакомым. Параллельно с этим Кэй разыскивает Раммару по всему городу, навещая всех их общих знакомых. Звонок девушки, оставившей след на его груди, заставляет его сменить маршрут и пойти на встречу к ней. У «отеля любви» они встречаются втроем — Кэй, Раммару и Рэна, оказавшаяся той самой девушкой, что посеила раздор между влюблёнными.
Несмотря на желание Кэя не иметь ничего общего с якудза, его принадлежность к одному из кланов даёт о себе знать, когда между кланами вспыхивает война. В результате неблагополучного стечения обстоятельств Эндзёдзи попадает в руки к конкурентам отца. Раммару и Кай решают самостоятельно спасти его. В этом им помогает нанятый Масой для защиты Кая киллер Тасиро. Пережив неприятные моменты, получив огнестрельное ранение и проведя несколько дней в больнице, Кэй принимает подарок отца — поездку в Киото на каникулы. Две пары Кэй и Раммару, только что обменявшиеся кольцами, и Кай с Масой отправляются в путешествие. Дальнейшие события развиваются вокруг этих четырёх персонажей. Раммару пытается вернуться в большой спорт. Кэй как обычно старается получить максимум от жизни. Кай усиленно соблазняет Масу, любовь к которому в нём только крепнет. А Маса старается изо всех сил, чтобы не поддаться Каю.
В итоге Раммару вновь выходит на татами для участия в бою. Кэй поддерживает его во всём и в ответ получает всепоглощающую любовь Самэдзимы. Кай добивается близости от Масы и удостоверяется в его любви, а Маса привычно оберегает самого драгоценного для себя человека. Раммару, вновь обретя давно покинувшего его с сестрой отца, чувствует себя настолько сильным и уверенным, что прямо заявляет воспитавшему его деду, что не собирается оставлять Эндзёдзи ни при каких обстоятельствах и собирается провести с ним всю жизнь. Кэй и Раммару вновь убеждаются, что связывающие их узы невозможно разорвать.

## Содержание аниме

### OVA 1
Первая серия аниме «Kizuna» — показывает Кэя и Раммару, уже как пару, живущую вместе. Появление Кая Сагано становится неожиданным и для кого-то неприятным. Кай, привыкший к тому, что может получить, что угодно, хочет отнять у ненавистного брата самое драгоценное, что тот имеет — Раммару Самэдзиму. Он прямо заявляет Самэдзиме, что они созданы друг для друга и должны быть вместе. Кай обвиняет брата в том, что несчастный случай, произошедший с Самэдзимой, целиком вина Эндзёдзи и именно Кэй ответственен за то, что Раммару больше не может заниматься кендо. Случайно став свидетелем того, как профессор из школы пытается изнасиловать Раммару, Кай спасает его и на следующий день пытается добиться близости с Раммару. Раммару жестоко расправляется с ним, а вернувшись домой, осознает, что не может и не хочет быть ни с кем, кроме Эндзёдзи. Кай назначает встречу с Эндзёдзи с тем, чтобы раз и навсегда расправиться с врагом. Эндзёдзи быстро дает понять Каю, что не слаб и вполне может сам уничтожить его. Но их размолвка заканчивается внезапным союзом. Профессор, домогающийся Раммару, направляет на них своих людей с приказом уничтожить братьев. Эндзёдзи и Сагано не только расправляются с ними, но и проучают самого профессора. Напоследок Кэй говорит Каю, что мечтой Раммару было стать номером один во всей Японии по кэндо и предлагает брату осуществить мечту кумира. Кай уезжает, а влюбленная пара через несколько месяцев читает из газет удивительную новость — новый номер первый по кэндо в Японии — Кай Сагано.

### OVA 2
Вторая OVA «Kizuna 2» — начинается с того, что сбежавший из дома Кай врывается в мирную жизнь влюбленных и полностью рушит их уют. Кай, всё ещё не потерявший надежду завоевать Раммару, всячески пытается ему угодить и заработать очки. Эндзёдзи приходит в бешенство от одного его присутствия. Интрига закручивается, когда Кай подслушивает телефонный разговор Раммару с какой-то девушкой и сообщает Кею, что Самэдзима ушёл на свидание. Вдвоём они следят за Раммару, видят, как он покупает цветы и счастливо улыбается своей знакомой. Кай в шоке, а Эндзёдзи зло набрасывается на Кая, объявив, чтобы тот не мешал Раммару провести день с сестрой. Раммару и Юки остаются одни, Эндзёдзи уходит, а Кай долго бродит по улицам, вспоминая своё одинокое детство и Масу, неизменно находящегося рядом. Словно прочитав его мысли, Маса появляется перед ним и Кай просит увезти его домой. Кай обдумывает свою жизнь и приходит к выводу, что рядом с ним есть некто несомненно более важный, чем Самэдзима.

### OVA 3
Третья часть «Kizuna 3» — по-своему традиционный любовный треугольник. Вернувшись домой невероятно пьяным, Эндзёдзи прямо в одежде ложится спать. Нелёгкая участь раздеть его и уложить в постель падает на Раммару. Он находит на груди у Кэя след губной помады и совершенно сбитый с толку пытается получить от невменяемого Эндзёдзи ответы на свои вопросы. Не получив их, Раммару делает собственные выводы. Ситуация ухудшается, когда в квартире раздается звонок от незнакомой девушки. Раммару в бешенстве от ревности убегает из дому. Он бродит по улицам, вспоминая, как они впервые познакомились с Кэем, их первый поцелуй, признание. Поступок Кэя абсолютно выбивает его из колеи и заставляет думать, что он потерял своего возлюбленного. В то же время в их квартире Эндзёдзи, наконец-то протрезвев, замечает след на своем теле и, поняв, что Раммару понял все неправильно, торопится отыскать его. Он ходит по тем же местам, что и Раммару, вспоминая отрывки из их жизни. Объединиться им помогает девушка, случайно встретившаяся Раммару. Она практически силой заставляет его пойти с ней на встречу с клиентом, которым оказывается Кэй. Втроём они выясняют истину и понимают, что произошло недоразумение. Но Раммару слишком серьёзно и чувствительно отнёсся к этой ситуации. Он решил, что не может быть парой для Эндзёдзи, так как не сможет дать ему ничего из того, что дают женщины.